# Dywan (województwo pomorskie)
Dywan (dodatkowa nazwa w j. kaszub. Diwan; niem. Divan, dawniej Velin, Welin) – śródleśna osada kaszubska w Polsce położona w województwie pomorskim, w powiecie kościerskim, w gminie Dziemiany. Wchodzi w skład sołectwa Trzebuń.

## Położenie
Dywan leży w kompleksie leśnym Borów Tucholskich nad rzeką Zbrzycą, ok. 700 m na wschód od Jeziora Dywańskiego. Od 1918 r. do września 1939 roku był polską osadą graniczną: przez Jezioro Dywańskie na zachód od osady przebiegała granica polsko-niemiecka. Stąd wynika istniejący do dziś brak komunikacji drogowej Dywanu z położonymi po drugiej stronie jeziora niemieckimi wówczas Sominami.

## Historia
Dywan był wsią włościańską, z nadaniami przywilejem wydanym 24 lutego 1679 r. w Grodnie. Na podstawie przywileju wydanego w Kwidzynie 5 marca 1778 r. działały tu młyn wodny i tartak. Pod koniec XIX w. w 5 domach mieszkało tu 39 katolików i 12 ewangelików (należeli do parafii w Lipuszu).
W latach 1975–1998 miejscowość położona była w województwie gdańskim.